# Цецилювка-Бжузька
Цецилювка-Бжузька (пол. Cecylówka-Brzózka) — село в Польщі, у гміні Ґловачув Козеницького повіту Мазовецького воєводства.
Населення — 208 осіб (2011).
У 1975-1998 роках село належало до Радомського воєводства.

## Демографія
Демографічна структура станом на 31 березня 2011 року:
|          | Загалом | Допрацездатний вік | Працездатний вік | Постпрацездатний вік |
| -------- | ------- | ------------------ | ---------------- | -------------------- |
| Чоловіки | 106     | 23                 | 71               | 12                   |
| Жінки    | 102     | 21                 | 54               | 27                   |
| Разом    | 208     | 44                 | 125              | 39                   |